# Univerza v Tuzli
Univerza v Tuzli (izvirno bosansko Univerzitet u Tuzli; latinsko Universitas Studiorum Tuzlaensis) je javna univerza v Bosni in Hercegovini. Ustanovljena je bila leta 1976.
Trenutni rektor je Džemo Tufekčić.

## Oddelki
Fakultete
- Ekonomska fakulteta
- Fakulteta za elektrotehniko
- Fakulteta za telesno vzgojo in šport
- Farmacevtska fakulteta
- Filozofska fakulteta
- Izobraževalno-rehabilitacijska fakulteta
- Medicinska fakulteta
- Naravoslovno-matematična fakulteta
- Pravna fakulteta
- Rudarsko-geološko-gradbena fakulteta
- Strojna fakulteta
- Tehnološka fakulteta

Akademije
- Akademija dramskih umetnosti

Visoke šole
- Visoka zdravstvena šola

Inštituti